# Đài phun nước Wellington
Đài phun nước Wellington  là một công trình kiến trúc nằm ở Kala Ghoda, Fort, Mumbai, Ấn Độ. Nó là một phần của Quần thể kiến trúc Gothic thời Victoria và Art Deco tại Mumbai đã được UNESCO công nhận là Di sản thế giới từ năm 2018. Nó được xây dựng vào năm 1865 để kỷ niệm chuyến thăm của Arthur Wellesley, Công tước thứ nhất của Wellington, người đã đến Ấn Độ vào năm 1801 và 1804.
Đài phun nước được xây dựng theo phong cách kiến trúc Tân cổ điển sử dụng nguyên liệu đá bazan. Nó có hai tầng và tầng dưới có tám bức phù điêu mô tả chiến công của công tước. Đỉnh trên cùng làm bằng kim loại sử dụng các lá gang. Có những dòng chữ Latinh trên đài phun nước để khắc ghi những thành tựu của công tước.